# Biển Libya

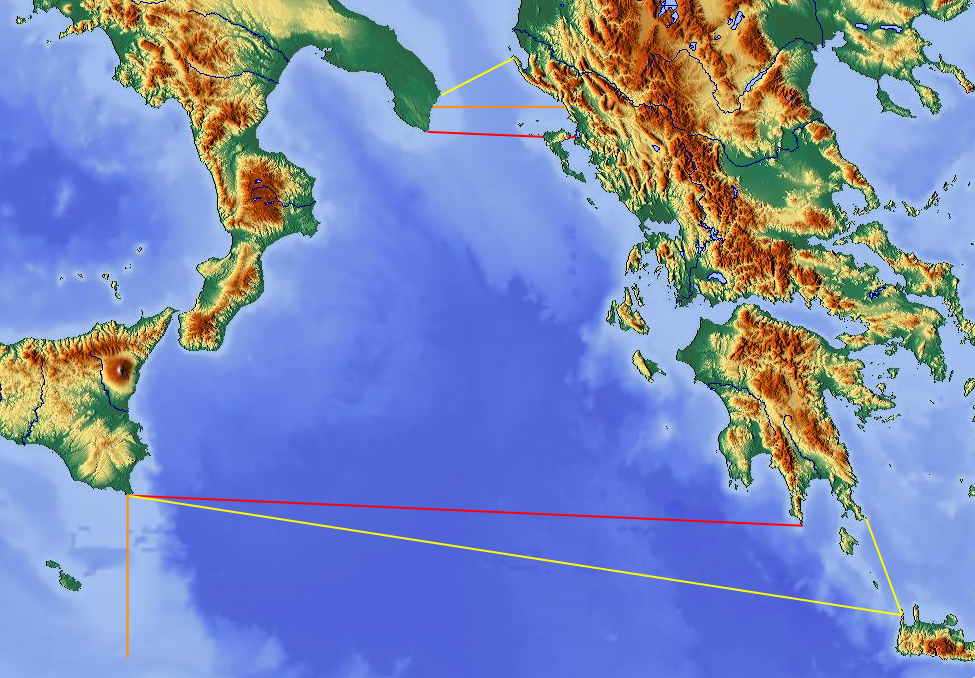
Các biên giới biển Ionia

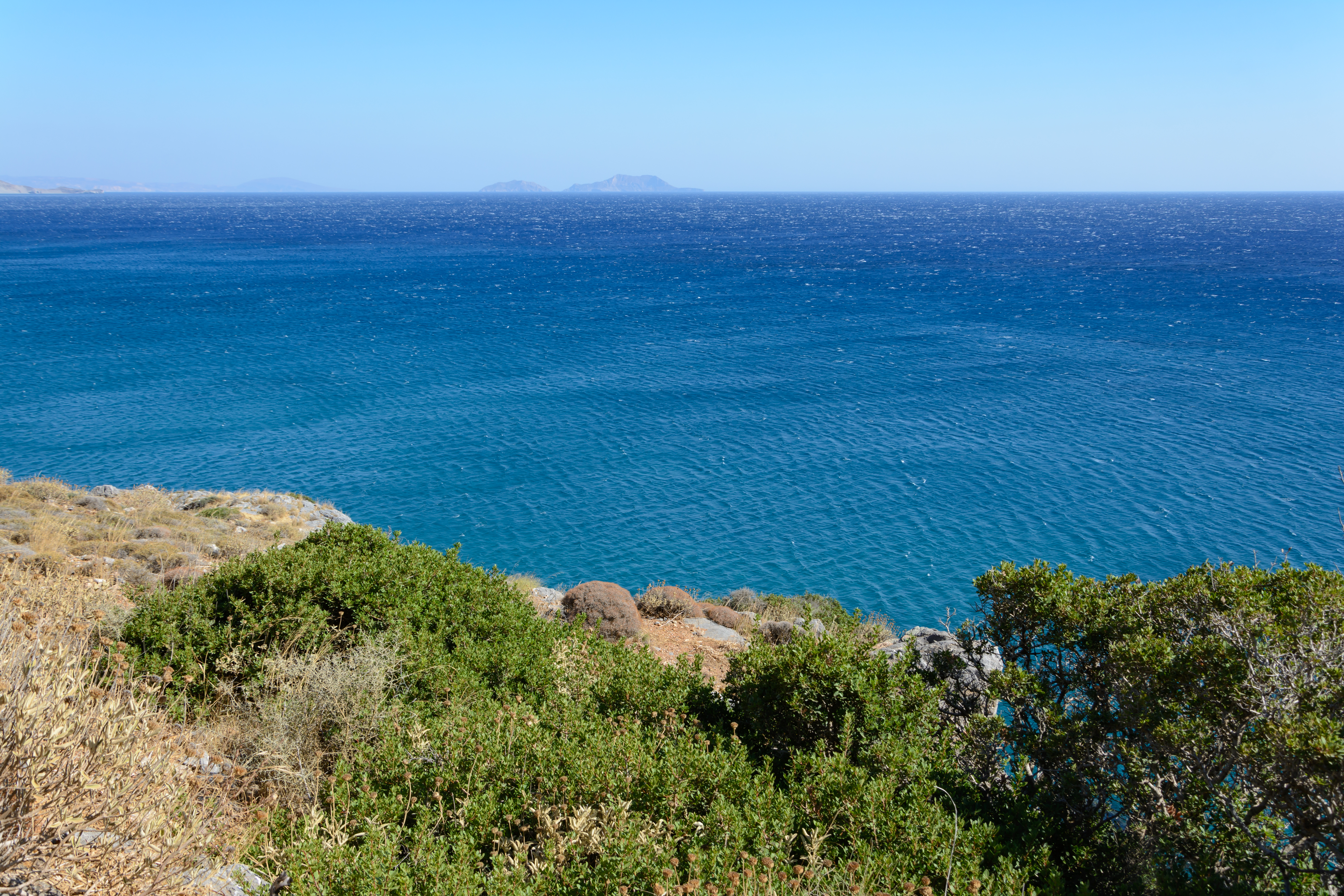
Biển Libya

Biển Libya (Tiếng Hy Lạp cổ đại Λιβυκό πέλαγος, Tiếng Latinh Libycum Mare, Tiếng Ả Rập البحر الليبي) là một phần của phía bắc Địa Trung Hải ở bờ biển Libya cổ đại Bắc Phi, đó là Cyrenaica, và Marmarica
(bờ biển bây giờ là quận Butnan và Matrouh Governorate, giữa Tobruk và Alexandria).